# Casa di Vicolo Cellini
Casa Cellini é uma pequena residência renascentista localizada no número 31 do Vicolo Cellini, no rione Ponte de Roma. A casa está localizada numa viela batizada em homenagem a Benvenuto Cellini e é uma das poucas de Roma que ainda tem a sua decoração em grisaille original, preservada principalmente porque a via estreita a protege da chuva. 